# Niccolò da Casola
Niccolò da Casola (asi 1310, Casola, Ravenna – asi 1380, Ferrara) byl italský právník, notář a básník, jeden z představitelů středověké frankoitalské literatury.

## Život
V letech 1337–1350 působil jako notář v Bologni ve službách rodiny Pepoli. Poté, co město padlo do rukou rodu Viscontiů, odešel do Ferrary na estenský dvůr.

## Dílo
K oslavě svých nových ochránců začal kolem roku 1358 psát ve frankoitalštině, založené na benátském dialektu, rozsáhlý epos La Guerra d'Attila (Válka s Attilou), řazený mezi chansons de geste. Píseň, stojící mimo jakékoliv cykly, je založená na starším prozaickém díle Estoire d'Atile en Ytaire, obsahuje 37 tisíc alexandrínů v šestnácti zpěvech a zůstala nedokončena. Autor v ní cituje pravdivé i fiktivní francouzské a latinské zdroje, sleduje Attilu od jeho narození (je napůl člověkem a napůl psem) a mezi nejvýznamnější obránce severní Itálie před útokem Hunů řadí především pololegendární zakladatele rodu d'Este Acarina a Foresta. Epos obsahuje pohádkové i milostné pasáže a svým obsahem i způsobem vyprávění se značně přibližuje rytířskému románu.